# Pico Vermelho (Remédios)
O Pico Vermelho (Ajuda da Bretanha) é uma elevação portuguesa localizada no concelho de Ponta Delgada, ilha de São Miguel, arquipélago dos Açores.
Este acidente geológico tem o seu ponto mais elevado a 265 metros de altitude acima do nível do mar.
Esta formação localiza-se próxima da costa entre as localidades dos Remédios e da Bretanha, quanse em frente à formação costeira da Ponta da Agulha.